# Episodi di SOKO - Misteri tra le montagne (terza stagione)
La terza stagione della serie televisiva SOKO - Misteri tra le montagne è stata trasmessa in anteprima in Austria da ORF 1 tra il 6 gennaio 2004 e il 13 aprile 2004.
| nº | Titolo originale      | Titolo italiano | Prima TV Austria | Prima TV Italia |
| -- | --------------------- | --------------- | ---------------- | --------------- |
| 1  | Die Braut und der Tod |                 | 6 gennaio 2004   |                 |
| 2  | Todeslauf             |                 | 13 gennaio 2004  |                 |
| 3  | Blutiger Schnee       |                 | 20 gennaio 2004  |                 |
| 4  | Tödliches Dreieck     |                 | 27 gennaio 2004  |                 |
| 5  | Eiskalt               |                 | 3 febbraio 2004  |                 |
| 6  | Die Wilden            |                 | 10 febbraio 2004 |                 |
| 7  | Maximaler Profit      |                 | 17 febbraio 2004 |                 |
| 8  | Der Tote aus dem Eis  |                 | 9 marzo 2004     |                 |
| 9  | Eine Mords-Rallye     |                 | 16 marzo 2004    |                 |
| 10 | Die Bestattung        |                 | 23 marzo 2004    |                 |
| 11 | Todessprung           |                 | 30 marzo 2004    |                 |
| 12 | Blutiger Abschied     |                 | 13 aprile 2004   |                 |